# (15392) Budějický
(15392) Budějický, désignation internationale (15392) Budejicky, est un astéroïde de la ceinture principale.

## Description
(15392) Budejicky est un astéroïde de la ceinture principale. Il fut découvert le 11 octobre 1997 à l'Observatoire d'Ondřejov par Lenka Šarounová. Il présente une orbite caractérisée par un demi-grand axe de 2,27 UA, une excentricité de 0,16 et une inclinaison de 5,0° par rapport à l'écliptique.

## Compléments